# エドガー・クエロ
エドガー・ヨエル・クエロ（Edgar Yoel Quero, 2003年4月6日 - ）は、キューバのシエンフエーゴス州シエンフエーゴス出身のプロ野球選手（捕手）。右投両打。MLBのシカゴ・ホワイトソックス所属。

## 経歴

### プロ入りとエンゼルス傘下時代
2021年2月にアマチュア・フリーエージェントでロサンゼルス・エンゼルスと契約してプロ入り。シーズン開幕は傘下のルーキー級アリゾナ・コンプレックスリーグ・エンゼルスで迎え、プロデビュー。A-級インランド・エンパイア・シックスティシクサーズでもプレーし、2球団合計で39試合に出場して打率.240、5本塁打、30打点、2盗塁を記録した。
2022年もA級インランド・エンパイアでプレーし、111試合に出場して打率.312、17本塁打、75打点、12盗塁を記録した。9月にはエンゼルスの球団組織内最優秀マイナー選手に選出された。
2023年、エンゼルス傘下ではAA級ロケットシティ・トラッシュパンダズでプレーした。また、7月にはオールスター・フューチャーズゲームのアメリカンリーグ選抜に選出された。

### ホワイトソックス時代
2023年7月26日にルーカス・ジオリト、レイナルド・ロペスとのトレードで、カイ・ブッシュと共にシカゴ・ホワイトソックスへ移籍した。移籍後は傘下のAA級バーミングハム・バロンズでプレーし、移籍前を含めた2球団合計で101試合に出場して打率.255、6本塁打、57打点、1盗塁を記録した。
2024年はAA級バーミングハムで開幕を迎え、7月にAAA級シャーロット・ナイツに昇格。この年は2球団合計で98試合に出場し、打率.280、16本塁打、70打点を記録した。
2025年はAAA級シャーロットで開幕を迎え、15試合に出場して打率.333、1本塁打と好調をキープし、4月17日にメジャー契約を結んで初昇格。同日のアスレチックス戦でメジャー初出場を果たした。

## プレースタイル
打撃センス抜群の捕手として評されている。

## 詳細情報

### 記録
MiLB
- オールスター・フューチャーズゲーム選出：1回（2023年）